# Новокырлайское сельское поселение
Новокырлайское се́льское поселе́ние — муниципальное образование в Арском районе Татарстана Российской Федерации.
Административный центр — село Новый Кырлай.

## История
Статус и границы сельского поселения установлены Законом Республики Татарстан от 31 января 2005 года № 7-ЗРТ «Об установлении границ территорий и статусе муниципального образования „Арский муниципальный район“ и муниципальных образований в его составе».

## Население
| 2010  | 2011  | 2012  | 2013  | 2014  | 2015  | 2016  |
| ----- | ----- | ----- | ----- | ----- | ----- | ----- |
| 962   | ↘961  | ↗1966 | ↘1954 | ↘1936 | ↘1912 | ↘1887 |
| 2017  | 2018  |       |       |       |       |       |
| ↘1877 | ↘1839 |       |       |       |       |       |

## Состав сельского поселения
| № | Населённый пункт | Тип населённого пункта       | Население |
| - | ---------------- | ---------------------------- | --------- |
| 1 | Верхние Верези   | деревня                      |           |
| 2 | Иске-Юрт         | деревня                      |           |
| 3 | Кукче-Верези     | село                         |           |
| 4 | Новый Кырлай     | село, административный центр |           |
| 5 | Новый Яваш       | село                         |           |
| 6 | Пионер           | деревня                      |           |
| 7 | Учили            | село                         |           |
| 8 | Чиканас          | село                         |           |